# Musotima acclaralis
Musotima acclaralis är en fjärilsart som beskrevs av Walker 1859. Musotima acclaralis ingår i släktet Musotima och familjen Crambidae. Inga underarter finns listade i Catalogue of Life.